# Статејра (кћи Дарија III)
Статејра (или Барсина), старија кћерка Дарија III, била је друга жена Александра Великог. Непосредно након битке код Иса, нашла се у македонском заточеништву заједно са остатком царске породице: бака Сисигамба, мајка (такође Статејра), млађи брат Охо и млађа сестра Дрипетида. Курције и Диодор наводе да су том приликом обе сестре биле стасале за удају. Будући да третман македонских војника према персијским заробљеницама није био нимало толерантан, Александар се постарао да се Даријевој породици не нанесе никакво зло. Уз то, дозволио јој је да задржи послугу и све почасти које је раније уживала, желећи на тај начин да стекне њену наклоности. Након тога, Статејра и њена породица су живели ван очију јавности, али очигледно у осигураном луксузу. У неком тренутку, између пада у заточеништво и 331. п. н. е., њена мајка је умрла, могуће на порађају како наводи Диодор. Сисигамба је отада преузела улогу заштитнице и старатељке Даријеве деце. Отприлике у исто време, Дарије је предузео низ покушаја да се споразуме са Александром мирним путем, обећавајући му, напослетку, и руку једне од својих кћерки. Код Аријана стоји да му је Александар одговорио да би се он свакако оженио да има намеру, сложио се Дарије с тим или не. Године 330. п. н. е. Александар је оставио Даријеву породицу у Сузи (до овог тренутка они су га очигледно пратили у његовом походу на Дарија), одредивши им учитеље грчког језика. У изворима нема никаквог објашњења поводом овога. Тешко је одредити зашто би Александар хтео Даријеве кћерке да научи грчким, сем ако није намеравао да се ожени једном од њих. Међутим, до тога је дошло шест година доцније односно близу десет година откако му је Стетејра дошла под надзор. Венчање је обављено по Александровом повратку у Сузи, на којем је присуствовало и осамдесет његових хетера који су следили краљев пример и оженили се угледним Иранкама. Међутим, већ само годину дана доцније Александар је напрасно преминуо, што је Статејру учинило не само удовицом него и без икакве заштите. Наиме, Роксана, коју је Александар још 327. п. н. е. узео себи за жену, и коме је подарила сина којег није дочекао, била је, како Плутарх наводи, и даље љубоморна на своју потенцијалну супарницу. У складу с тим, организовано је убиство обе Даријеве кћерке у које је, опет по Плутарху, био умешан и сâм Пердика, активно или пасивно: остаје питање.